# Andrés Conesa Labastida
Andrés Conesa Labastida, né le 28 août 1965, est le PDG de la compagnie aérienne Aeroméxico.
Diplômé de l'Instituto Autonomo de Mexico (ITAM) et du Massachusetts Institute of Technology (MIT), il a occupé différents postes dans l'administration publique mexicaine, avant de rejoindre la compagnie Aeroméxico et d'en devenir le PDG en 2007.
Le Dr Conesa Labastida est marié à la championne de golf Lorena Ochoa.

## Liens
Dirigeants de Skyteam